# Andrea Polinori

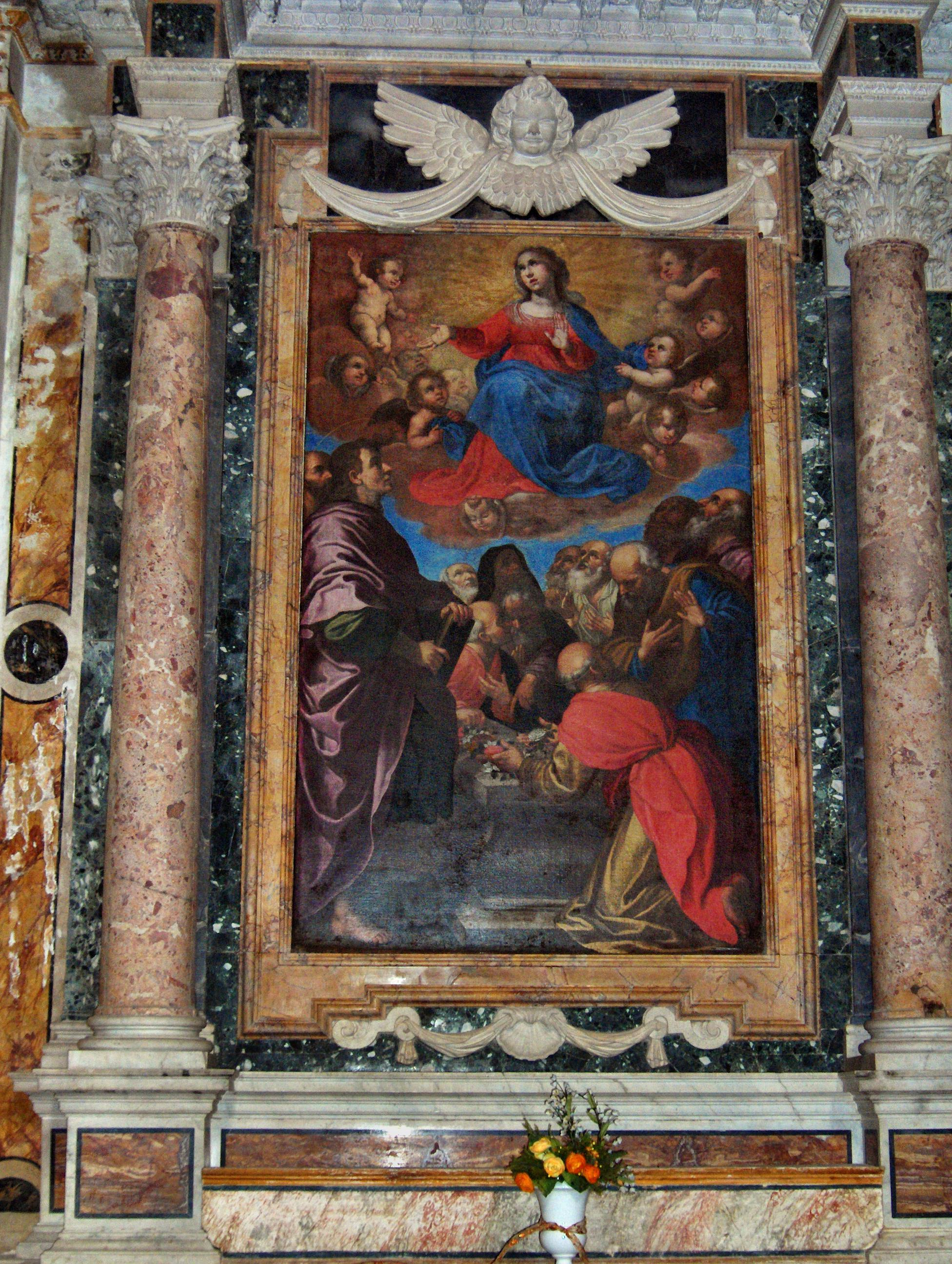
Assunta, San Fortunato, Todi

Andrea Polinori (né à Todi en 1586  et mort dans la même ville le 22 août 1648) était un peintre italien actif dans le style baroque principalement dans sa ville natale de Todi en Ombrie.

## Biographie
Andra Polidori est né à Todi. Vers 1615 , il passe une période de formation  à Rome. Il est décrit comme menant une vie intempérante. Son frère, Giovanni Antonio Polinori, était également peintre. À Todi, il peint pour les églises de San Francesco (1535, 1642), San Fortunato, San Silvestro, Nunziatina et Santa Margherita (1642).Andrea Polinori est décédé le 22 août 1648 selon le registre des décès de la Confrérie de la Miséricorde pour l'année 1648 .